# Kanton Marseille-Les Grands-Carmes
Kanton Marseille-Les Grands-Carmes (fr. Canton de Marseille-Les Grands-Carmes) je francouzský kanton v departementu Bouches-du-Rhône v regionu Provence-Alpes-Côte d'Azur. Tvoří ho část města Marseille a zahrnuje části městských obvodů 1 a 2.

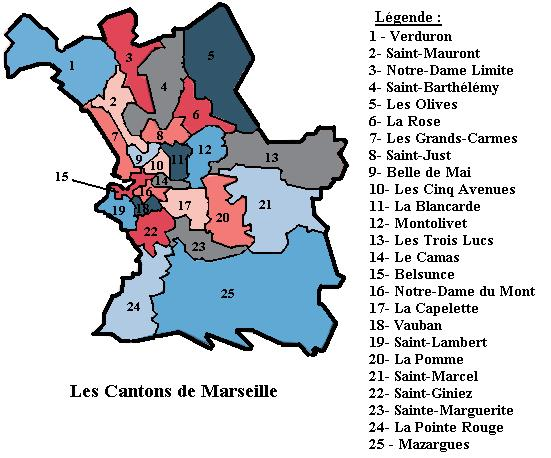
Kantony města Marseille